# Ферс, Кирстен
Кирстен Ферс (родилась 12 сентября 1961 года в Вессельбурене) — лютеранский епископ Евангелическо-лютеранской церкви в Северной Германии. С ноября 2023 года является исполняющим обязанности президента Совета Евангелической Церкви Германии.

## Жизнь
Кирстен Ферс родилась 12 сентября 1961 года в ФРГ в городе Вессельбурен
С 1981 по 1987 год Ферс изучала лютеранское богословие в Гамбургском университете. Во время работы в качестве волонтёра работала в больничных и тюремных капеллах  и приобрела опыт религиозной работы с бездомными и заключенными. С 1988 по 1990 год была викарием в Ваабсе. В декабре 1990 года она была рукоположена в сан пастора Северо-Эльбийской Евангелическо-Лютеранской Церкви в Гамбурге. С 2006 года работала проректором и старшим пастором церкви Святого Иакова, одной из главных церквей Гамбурга.  В 2011 году Синод Северо-Эльбийской Евангелическо-Лютеранской Церкви избрал её 71 голосами из 140 в четвёртом туре епископом Гамбургского и Любекского округов.
Является епископом Евангелическо-лютеранской церкви в Северной Германии с тех пор, как Северо-Эльбийская Церковь объединилась с Евангелическо-лютеранской церковью Мекленбурга и Поморской Евангелической церковью в 2012 году.
В момент избрания епископом Кирстен Ферс была замужем. Она увлекалась игрой на гитаре и пением. Кирстен Ферс поддерживает экуменистическое движение она является председателем Межрелигиозного форума Гамбурга и членом Консультативного совета Академии мировых религий.
20 ноября 2023 года глава ЕЦГ Аннетт Куршус подала в отставку в связи с обвинениями в сокрытии дела о сексуальных домогательствах. В связи с этим, Кирстен Ферс временно взяла на себя должность исполняющего обязанности президента Совета ЕЦГ.

## Работы Ферс
- Miteinander leben lernen — Gemeindenahe Erwachsenenbildung in ländlicher Region. In: forum EB (= Erwachsenenbildung) 02/1997.
- Lebensbegleitung als Kooperationsmodell — Bericht über einen Kooperationsprozess der Familien-Bildungsstätte und der Erwachsenenbildung im Kirchenkreis Rendsburg. In: forum EB. 02/2001.
- Personalentwicklung konkret — Ansätze und Gespräche. In: Lernort Gemeinde. 08/02.
- Macht ist für mich positiv besetzt. In: Marlis Prinzing: Meine Wut rettet mich. Verlag Kösel, 2012, ISBN 978-3-466-37036-8, pages 251ff.